# Гребенчатка складчатая
Гребенчатка складчатая (Cristaria plicata) — вид пресноводных моллюсков в составе рода Cristaria семейства Unionidae.

## Описание
Раковина моллюска очень крупная, длиной до 25-30 см. и массой до 1 кг. и более. Имеет неправильную ромбически-овальную форму. Раковина относительно плоская, умеренно толстостенная. Окраска — жёлто-коричневая. Спинной край раковины сильно наклонён вперёд, переходит в высокий крыловидный гребень, который у взрослых моллюсков часто бывает обломанным. Задний край раковины широкий, в нижней части он округленный, а затем переходит в выгнутый или спрямлённый брюшной край. Замок раковины образован из задних коротких, прямых или слегка изогнутых пластинок, по одной в каждой створке. Передние мускульные отпечатки крупного размера, при этом они относительно глубокие, чётко выраженные; задние же, наоборот — неглубокие, и слабовыраженные. Перламутр толстый розово-голубого цвета с оливковыми пятнами.

## Ареал
Распространение вида включает бассейн Амура, Уссури, озеро Ханка, озёра на острове Итуруп, озеро Буир-Нур (Монголия). В Забайкальском крае вид встречается в реках Онон, Нерча, Шилка, Аргунь и в Харанорском водохранилище.

## Биология
Обитает в речных и озёрных водоёмах, предпочитая илисто-песчаные грунты. Моллюски ведут преимущественно малоподвижный образ жизни. В отличие от жемчужниц и перловиц, также относящихся к семейству Unionidae, для этого вида характерно летнее размножение и весьма короткий период созревания глохидиев, при длительной жаберной беременности. Процесс оплодотворения и выход яиц в жабры начинается осенью при понижении температуры воды. С наступлением зимнего периода моллюски из прибрежных участков водоемов обычно мигрируют на глубоководные участки. Моллюски зимуют с созревшими личинками-глохидиями, находящимися в жабрах и ранней весной, при прогревании воды, выметывают их. Для дальнейшего метаморфоза они паразитируют на рыбах-хозяевах до превращения во взрослых моллюсков, с помощью которых они ещё и расселяются. Виды рыб, на которых они паразитируют, неизвестны. На илистом грунте моллюски способны переносить кратковременное пересыхание и промерзание водоема. Продолжительность жизни достигает 30-40 лет.

## Охрана
Включен в Красную книгу Российской Федерации. Охраняется в Ханкайском государственном заповеднике.